# Soichi Hashimoto
Soichi Hashimoto (en japonés: 橋本壮市, Hashimoto Soichi; Shizuoka, 24 de agosto de 1991) es un deportista japonés que compite en judo.
Participó en los Juegos Olímpicos de París 2024, obteniendo dos medallas, plata en el equipo mixto y bronce en la categoría de –73 kg.
Ganó cinco medallas en el Campeonato Mundial de Judo entre los años 2017 y 2023, y dos medallas en el Campeonato Asiático de Judo, en los años 2015 y 2016. En los Juegos Asiáticos de 2022 obtuvo una medalla de plata en la categoría de –73 kg.

## Palmarés internacional
| Juegos Olímpicos    | Juegos Olímpicos     | Juegos Olímpicos  | Juegos Olímpicos |
| Año                 | Lugar                | Medalla           | Categoría        |
| ------------------- | -------------------- | ----------------- | ---------------- |
| 2024                | París (Francia)      | Medalla de plata  | Equipo mixto     |
| 2024                | París (Francia)      | Medalla de bronce | –73 kg           |
| Campeonato Mundial  |                      |                   |                  |
| Año                 | Lugar                | Medalla           | Categoría        |
| 2017                | Budapest (Hungría)   | Medalla de oro    | –73 kg           |
| 2018                | Bakú (Azerbaiyán)    | Medalla de plata  | –73 kg           |
| 2021                | Budapest (Hungría)   | Medalla de bronce | –73 kg           |
| 2022                | Taskent (Uzbekistán) | Medalla de plata  | –73 kg           |
| 2023                | Doha (Catar)         | Medalla de bronce | –73 kg           |
| Juegos Asiáticos    |                      |                   |                  |
| Año                 | Lugar                | Medalla           | Categoría        |
| 2022                | Hangzhou (China)     | Medalla de plata  | –73 kg           |
| Campeonato Asiático |                      |                   |                  |
| Año                 | Lugar                | Medalla           | Categoría        |
| 2015                | Kuwait (Kuwait)      | Medalla de bronce | –73 kg           |
| 2016                | Taskent (Uzbekistán) | Medalla de oro    | –73 kg           |